# Take Off Your Pants and Jacket
Albums de Blink-182
The Mark, Tom, and Travis Show
(2000) Blink-182
(2003)
Singles
1. The Rock Show
Sortie : 25 juin 2001
2. First Date
Sortie : 1er octobre 2001
3. Stay Together for the Kids
Sortie : 19 février 2002

Take Off Your Pants and Jacket est le quatrième album studio du groupe californien Blink-182. Il est sorti le 12 juin 2001 sous le label MCA Records.
Cet album a connu un important succès critique (AllMusic et Rolling Stone lui ont mis une note de 4 sur 5) et commercial, l'album s'étant vendu dans le monde à 4,5 millions d'exemplaires, devenant ainsi le deuxième album le plus vendu du groupe après Enema of the State. Il a de plus atteint la première place du classement américain Billboard 200.
Il en existe quatre versions avec des pochettes et des couleurs différentes. A l'édition standard s'ajoutent trois autres versions limitées. Chacune de ces éditions possède deux pistes de bonus différentes. Ces bonus comportent pour chaque version un morceau du même style que l'album ainsi qu'un morceau acoustique humoristique de courte durée. Ces bonus étaient seulement présents sur les premières copies de l'album.
Le titre de l'album est un calembour faisant référence à la masturbation masculine (de l'anglais "take off your pants and jack it").

## Genèse

### Contexte
Blink-182, groupe de pop punk formé en 1992 par le guitariste Tom DeLonge et le bassiste Mark Hoppus, et rejoint en 1998 par le batteur Travis Barker, connaît, après une discographie discrète dans les années 1990, un succès mondial en 1999 avec son troisième album studio, Enema of the State, qui « emprunte la base espiègle du punk et lui ajoute un côté brillant et vernis ». L'album se vend à plus de 15 millions d'exemplaires dans le monde et propulse le groupe au sein des plus populaires du début des années 2000, notamment grâce à l'arrivée de Barker à la batterie qui amène une nouvelle dimension au groupe selon l'avis même de DeLonge. Blink-182 devient alors le plus important groupe de la scène pop punk de l'époque et se détache musicalement d'autres groupes influent de cette scène, comme Green Day par exemple. La chanson All the Small Things, l'un des trois singles de l'album, obtient alors un très bon succès commercial, se classant à la sixième place du Billboard Hot 100 et à la première place du Modern Rock Tracks. Le clip vidéo de la chanson, qui parodie ceux des boys band, permet même au groupe de remporter le prix du meilleur groupe vidéo aux MTV Video Music Awards en 2000. Enema of the State apporte alors un effet considérable sur la musique pop punk.

### Sortie et promotion
Blink-182 a fait une publicité humoristique pour promouvoir cet album dans laquelle Mark Hoppus joue le rôle d'un médecin qui utilise Take off Your Pants And Jacket comme traitement. Tom Delonge explique que Blink-182 a maintenant 50 % de meilleures chansons et il recommande d'écouter l'album 14 fois par jour, soit le nombre de pistes présentes sur les versions Red Plane, Yellow Pants, et Green Jacket du CD. Travis Barker fait seulement une courte apparition dans laquelle Mark Hoppus s'apprête à lui faire un examen de la prostate. La publicité n'est jamais passée à la télévision car elle devait passer pour la première fois le 11 septembre 2001. La vidéo est disponible sur YouTube ici : .

## Caractéristiques artistiques

### Titre et style graphique
Le titre de l'album est un calembour faisant référence à la masturbation masculine. En effet, en anglais, « take off your pants and jacket », littéralement « enlève ton pantalon et ta veste », se prononce presque de la même manière que « take off your pants and jack it », ce qui signifie « enlève ton pantalon et fais-le grimper ».

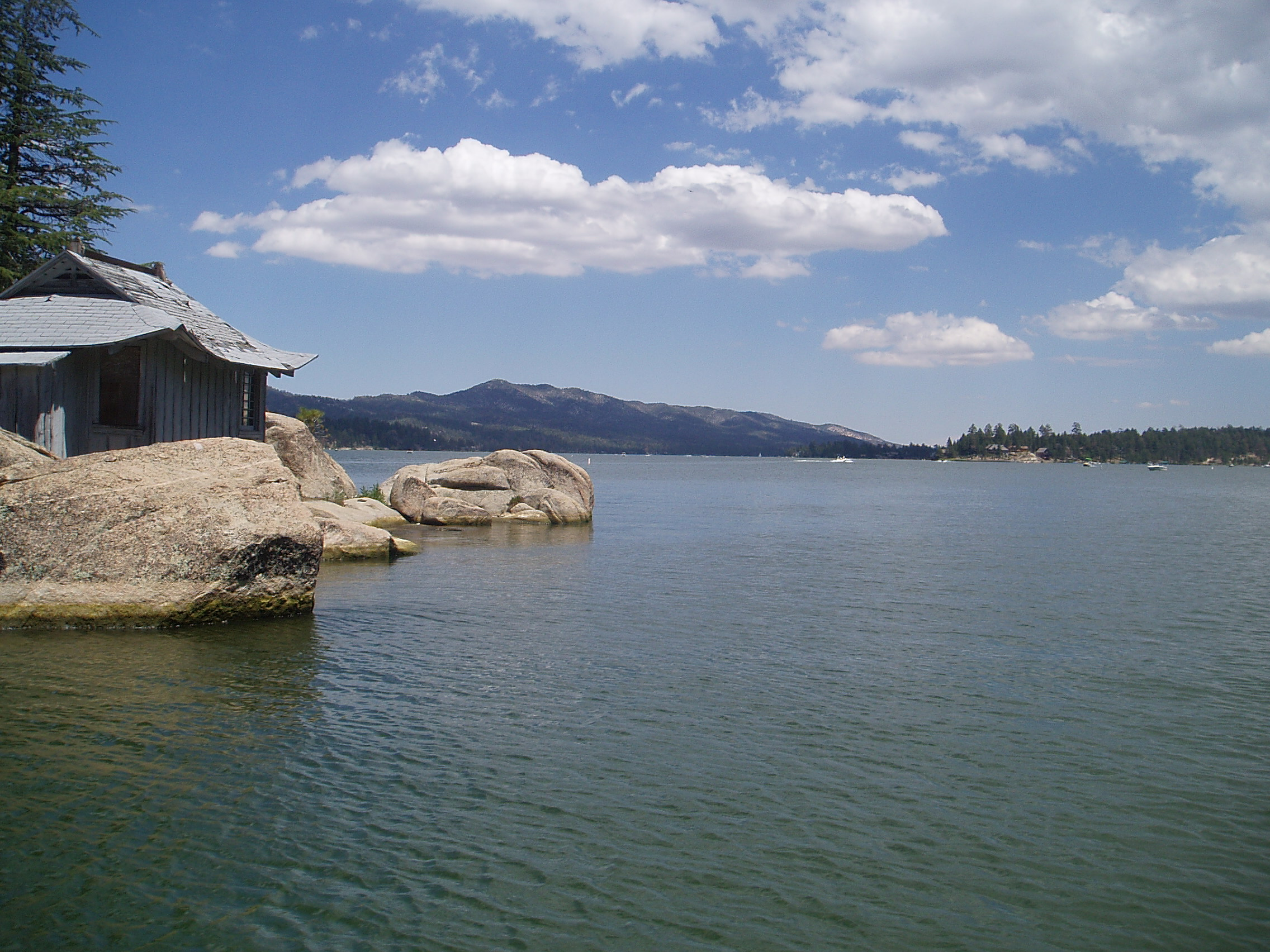
Le nom de l'album a été imaginé par le technicien Larry Palm alors qu'il se trouvait à Big Bear Lake.

À l'origine, les noms évoqués pour album sont If You See Kay, un calembour sur l’épellation du mot fuck, puis Gentle Ben, avec un ours sur la pochette, faisant référence à la série télévisée Mon ami Ben,. Le nom de l'album a été proposé par le technicien guitare Larry Palm, à qui Tom DeLonge avait demandé des suggestions. Alors qu'il fait du snowboard à Big Bear Lake avec ses amis et qu'ils se trouvent dans le Bear Bottom Lodge, un enfant y rentre trempé un jour de pluie. Sa mère lui dit alors d'enlever son pantalon et sa veste (« take off your pants and jacket! », provoquant l'hilarité de Palm et de ses amis. Il propose plus tard le nom à DeLonge, qui lui répond qu'il va le soumettre à Mark Hoppus et qu'il recevra une compensation financière si le nom est gardé,. Après la sortie de l'album, Palm ne reçoit pourtant dans un premier temps aucune compensation, puis finit par recevoir une lettre de Rick DeVoe, le manager du groupe, lui proposant 500 $ pour le nom, offre que Palm juge dérisoire. Il engage alors un mandataire en propriété intellectuelle, Ralph Loeb, qui poursuit le groupe en 2003 pour rupture de contrat et fraude. Alors que les titres d'albums et de chansons ne sont pas soumis au droit des marques et au copyright, Palm reçoit tout de même la somme de 10 000 $.
Le style graphique de l'album est très épuré. La pochette contient le nom du groupe sur un fond noir, avec trois icônes rondes, un avion sur fond rouge, un pantalon sur fond jaune et une veste sur fond vert, représentant les trois membres du groupe. Travis Barker demande « S'il vous plait, ne me donnez pas l'avion, j'en ai une putain de peur bleue », mais reçoit tout de même l'avion,. DeLonge reçoit quant à lui le pantalon et Hoppus la veste. Sur le dos de l'album figurent une photo du groupe sur fond blanc et le titre des chansons. Le livret contient les textes des chansons et des photos des membres du groupe dans des cabines d'essayage de couleurs rouge, jaune et verte. Le dos du livret représente treize icônes, une pour chaque chanson de l'album. De manière humoristique, la chanson First Date (littéralement « premier rendez-vous »), est représentée par un préservatif.
En 2010, le journaliste Joe Shooman dit à propos du titre de l'album qu'il « met en évidence une lueur d'intelligence vive derrière l'humour des garçons, car il attire l'attention sur le fait que, avant cette période, Blink-182 était souvent encouragé à se déshabiller afin de se promouvoir » et que « c'est le titre d'un album très conscient de soi dans ce contexte et un présage, peut-être, de ce qui était à venir »,.

### Thèmes et compositions

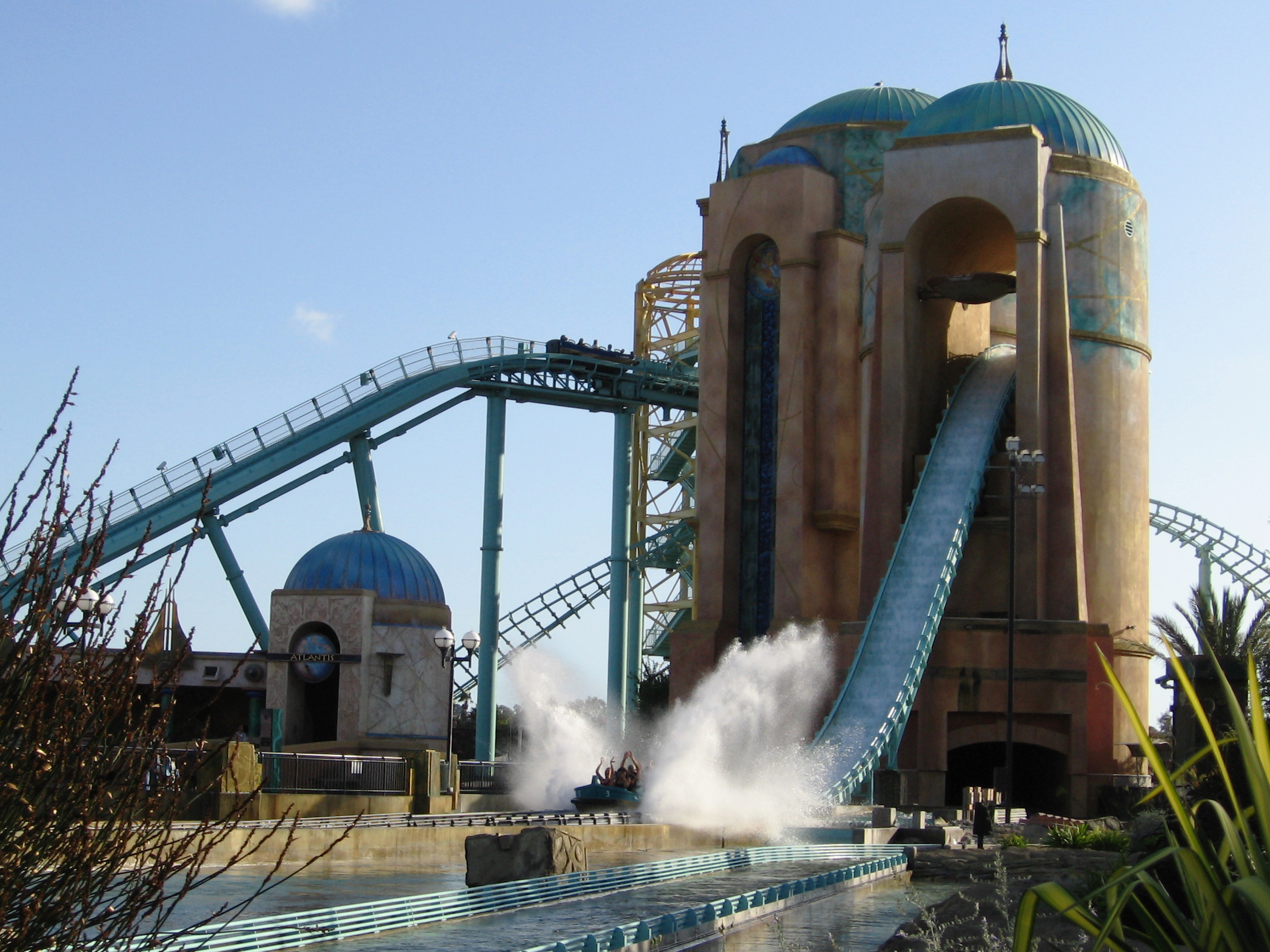
First Date est inspirée du premier rendez-vous entre DeLonge et sa future femme Jennifer Jenkins à SeaWorld San Diego.

Nathan Brackett, dans son ouvrage The New Rolling Stone Album Guide, considère que Take Off Your Pants and Jacket est un album concept retraçant l'adolescence et ses sentiments associés. Cependant, le groupe ne considère pas lui-même que ses chansons parlent explicitement d'adolescence, Mark Hoppus affirmant que « les choses qui t'arrive au lycée sont les mêmes choses qui t'arrive dans tout au long de ta vie » et qu'« on peut tomber amoureux à soixante ans et se faire rejeter à quatre-vingts ans ». Le son de l'album se rapproche du précédent, Enema of the State, avec des chansons de style pop punk, basées sur des mélodies accrocheuses, des rythmiques simples et rapides et notamment caractérisées par l'absence de solo. Sur les treize chansons de l'album, six sont chantées par Hoppus et six par DeLonge, celles-ci étant placées en alternance, tandis que les deux chanteurs prêtent leur voix sur Stay Together for the Kids, placée au milieu de l'album.
Take Off Your Pants and Jacket débute par Anthem Part Two, qui reprend le titre de la dernière chanson de Enema of the State, Anthem. Elle traite des déceptions adolescentes et blâme les adultes pour les problèmes des adolescents, et se place en opposition de l'image festive du groupe, avec des paroles très politisées. Joe Shooman considère que la chanson est un « manifeste générationnel qui exhorte les enfants à se méfier du système qui les entoure ». Online Songs a été écrite par Hoppus à propos « des choses qui te rendent dingues » à la suite d'une rupture, et fait suite à la chanson Josie, sortie en 1997 sur Dude Ranch, les deux morceaux parlant de cette Josie,. First Date est inspirée du premier rendez-vous entre DeLonge et sa future femme Jennifer Jenkins à SeaWorld San Diego, et évoque les névroses d'angoisses et les maladresses des adolescents. À ce propos, DeLonge raconte « j'avais environ 21 ans à cette époque, et c'était une excuse de l'emmener quelque part, car je voulais juste traîner avec elle ». Happy Holidays, You Bastard est une courte chanson humoristique, sur le thème de Noël, créée pour « emmerder les parents » selon le programme officiel de la tournée de l'album. L'album se poursuit avec Story of a Lonely Guy, qui parle d'un adolescent ressentant des problèmes de cœur et un sentiment de rejet avant son bal de promo. La chanson adopte un son pessimiste et mélancolique, emmené par « des lignes de guitares harmonieuses rappelant The Cure et par des motifs rythmiques lourds ».
La sixième chanson, The Rock Show, est à l'opposée de la piste précédente : rapide et enjouée, une « célébration effervescente de l'amour, de la vie et de la musique », écrite comme une « chanson d'amour punk-rock rapide » dans la veine des Ramones et de Screeching Weasel. Le morceau raconte l'histoire de deux adolescents qui tombent amoureux à un concert de rock, et qui restent en couple malgré une baisse de leurs notes scolaires et la désapprobation de leurs parents. The Rock Show est inspirée par l’ambiance des premiers concerts que le groupe tenait au SOMA, une salle de concert familiale de San Diego. Stay Together for the Kids parle de divorce et se place du point de vue d'un enfant face à celui de ses parents. Le morceau, inspiré du divorce des parents de DeLonge, plonge le groupe dans une atmosphère sombre, éloignée du style des autres chansons de l'album. Il s'agit du seul titre de l'album chanté à la fois par Hoppus et DeLonge. Roller Coaster a été composée par Hoppus à propos d'une histoire personnelle qui « craignait », tandis que Reckless Abandon l'a été par DeLonge, et raconte ses souvenirs d'été, faits de soirées, de skateboard et de journées à la plage. L'album se poursuit par Everytime I Look for You, qui n'a pas de sens particulier selon Hoppus, puis par Give Me One Good Reason, qui traite du punk rock et de l'anticonformisme au lycée. La douzième chanson de l'album est Shut Up, dont le sujet est les malheurs de jeunesse. Take Off Your Pants and Jacket se clôture par Please Take Me Home, qui évoque les conséquences qui peuvent se produire lorsqu'une amitié se transforme en relation amoureuse.
Les trois éditions limitées de l'album ajoutent six chansons supplémentaires. Parmi elles figurent trois chansons humoristiques au titre évocateur, Mother's Day, Fuck a Dog et When You Fucked Grandpa. Les trois autres chansons sont Time to Break Up, What Went Wrong et Don't Tell Me It's Over, écrite par Hoppus en cinq minutes.
Rolling Stone a salué la cohésion de l'album, notant que « presque toutes les chansons s’entremêlent dans des moments de douceurs plaintives avec des boulons d'énergies frénétiques ».

## Accueil

### Classements et certifications
| Classement                            | Meilleure position |
| ------------------------------------- | ------------------ |
| Allemagne (Media Control AG)          | 1                  |
| Australie (ARIA)                      | 2                  |
| Autriche (Ö3 Austria Top 40)          | 3                  |
| Belgique (Flandre Ultratop)           | 15                 |
| Belgique (Wallonie Ultratop)          | 8                  |
| Canada (Canadian Albums)              | 1                  |
| Danemark (Tracklisten)                | 40                 |
| États-Unis (Billboard 200)            | 1                  |
| France (SNEP)                         | 13                 |
| Irlande (IRMA)                        | 10                 |
| Italie (FIMI)                         | 4                  |
| Japon (Oricon)                        | 31                 |
| Norvège (VG-lista)                    | 15                 |
| Nouvelle-Zélande (RIANZ)              | 10                 |
| Pays-Bas (Mega Album Top 100)         | 36                 |
| Royaume-Uni (UK Albums Chart)         | 4                  |
| Royaume-Uni (UK Rock and Metal Chart) | 1                  |
| Suède (Sverigetopplistan)             | 26                 |
| Suisse (Schweizer Hitparade)          | 4                  |

| Pays        | Ventes      | Certifications |
| ----------- | ----------- | -------------- |
| Australie   | 70 000 +    | Platine        |
| Brésil      | 40 000 +    | Or             |
| Canada      | 200 000 +   | 2 × Platine    |
| États-Unis  | 2 000 000 + | 2 × Platine    |
| Royaume-Uni | 300 000 +   | Platine        |
| Suisse      | 15 000 +    | Or             |

Singles
| Chanson                    | Chart              | Meilleure position |
| -------------------------- | ------------------ | ------------------ |
| The Rock Show              | Billboard Hot 100  | 71                 |
| The Rock Show              | Modern Rock Tracks | 2                  |
| First Date                 |                    |                    |
| Modern Rock Tracks         | 6                  |                    |
| Stay Together for the Kids |                    |                    |
| Modern Rock Tracks         | 7                  |                    |

## Fiche technique

### Formats et éditions
Toutes les chansons sont écrites et composées par Blink-182.
| Format CD | Format CD                   | Format CD       | Format CD | Format CD | Format CD | Format CD | Format CD | Format CD | Format CD |
| No        | Titre                       | Chant principal | Durée     |           |           |           |           |           |           |
| --------- | --------------------------- | --------------- | --------- | --------- | --------- | --------- | --------- | --------- | --------- |
| 1.        | Anthem Part Two             | DeLonge         | 3:47      |           |           |           |           |           |           |
| 2.        | Online Songs                | Hoppus          | 2:25      |           |           |           |           |           |           |
| 3.        | First Date                  | DeLonge         | 2:51      |           |           |           |           |           |           |
| 4.        | Happy Holidays, You Bastard | Hoppus          | 0:42      |           |           |           |           |           |           |
| 5.        | Story of a Lonely Guy       | DeLonge         | 3:39      |           |           |           |           |           |           |
| 6.        | The Rock Show               | Hoppus          | 2:51      |           |           |           |           |           |           |
| 7.        | Stay Together for the Kids  | DeLonge/Hoppus  | 3:59      |           |           |           |           |           |           |
| 8.        | Roller Coaster              | Hoppus          | 2:47      |           |           |           |           |           |           |
| 9.        | Reckless Abandon            | DeLonge         | 3:06      |           |           |           |           |           |           |
| 10.       | Everytime I Look for You    | Hoppus          | 3:05      |           |           |           |           |           |           |
| 11.       | Give Me One Good Reason     | DeLonge         | 3:18      |           |           |           |           |           |           |
| 12.       | Shut Up                     | Hoppus          | 3:20      |           |           |           |           |           |           |
| 13.       | Please Take Me Home         | DeLonge         | 3:06      |           |           |           |           |           |           |
| 36:00     |                             |                 |           |           |           |           |           |           |           |

| Format CD, édition Red Take Off | Format CD, édition Red Take Off | Format CD, édition Red Take Off | Format CD, édition Red Take Off | Format CD, édition Red Take Off | Format CD, édition Red Take Off | Format CD, édition Red Take Off | Format CD, édition Red Take Off | Format CD, édition Red Take Off | Format CD, édition Red Take Off |
| No                              | Titre                           | Chant principal                 | Durée                           |                                 |                                 |                                 |                                 |                                 |                                 |
| ------------------------------- | ------------------------------- | ------------------------------- | ------------------------------- | ------------------------------- | ------------------------------- | ------------------------------- | ------------------------------- | ------------------------------- | ------------------------------- |
| 14.                             | Time to Break Up                | DeLonge                         | 3:05                            |                                 |                                 |                                 |                                 |                                 |                                 |
| 15.                             | Mother's Day                    | Hoppus                          | 1:37                            |                                 |                                 |                                 |                                 |                                 |                                 |
| 40:42                           |                                 |                                 |                                 |                                 |                                 |                                 |                                 |                                 |                                 |

| Format CD, édition Yellow Pants | Format CD, édition Yellow Pants | Format CD, édition Yellow Pants | Format CD, édition Yellow Pants | Format CD, édition Yellow Pants | Format CD, édition Yellow Pants | Format CD, édition Yellow Pants | Format CD, édition Yellow Pants | Format CD, édition Yellow Pants | Format CD, édition Yellow Pants |
| No                              | Titre                           | Chant principal                 | Durée                           |                                 |                                 |                                 |                                 |                                 |                                 |
| ------------------------------- | ------------------------------- | ------------------------------- | ------------------------------- | ------------------------------- | ------------------------------- | ------------------------------- | ------------------------------- | ------------------------------- | ------------------------------- |
| 14.                             | What Went Wrong                 | DeLonge                         | 3:13                            |                                 |                                 |                                 |                                 |                                 |                                 |
| 15.                             | Fuck a Dog                      | DeLonge/Hoppus                  | 1:27                            |                                 |                                 |                                 |                                 |                                 |                                 |
| 40:40                           |                                 |                                 |                                 |                                 |                                 |                                 |                                 |                                 |                                 |

| Format CD, édition Green Jacket | Format CD, édition Green Jacket | Format CD, édition Green Jacket | Format CD, édition Green Jacket | Format CD, édition Green Jacket | Format CD, édition Green Jacket | Format CD, édition Green Jacket | Format CD, édition Green Jacket | Format CD, édition Green Jacket | Format CD, édition Green Jacket |
| No                              | Titre                           | Chant principal                 | Durée                           |                                 |                                 |                                 |                                 |                                 |                                 |
| ------------------------------- | ------------------------------- | ------------------------------- | ------------------------------- | ------------------------------- | ------------------------------- | ------------------------------- | ------------------------------- | ------------------------------- | ------------------------------- |
| 14.                             | Don't Tell Me It's Over         | DeLonge                         | 2:33                            |                                 |                                 |                                 |                                 |                                 |                                 |
| 15.                             | When You Fucked Grandpa         | Hoppus                          | 1:39                            |                                 |                                 |                                 |                                 |                                 |                                 |
| 40:12                           |                                 |                                 |                                 |                                 |                                 |                                 |                                 |                                 |                                 |

| Format vinyle | Format vinyle               | Format vinyle   | Format vinyle | Format vinyle | Format vinyle | Format vinyle | Format vinyle | Format vinyle | Format vinyle |
| No            | Titre                       | Chant principal | Durée         |               |               |               |               |               |               |
| ------------- | --------------------------- | --------------- | ------------- | ------------- | ------------- | ------------- | ------------- | ------------- | ------------- |
| A1.           | Anthem Part Two             | DeLonge         | 3:47          |               |               |               |               |               |               |
| A2.           | Online Songs                | Hoppus          | 2:25          |               |               |               |               |               |               |
| A3.           | First Date                  | DeLonge         | 2:51          |               |               |               |               |               |               |
| A4.           | Happy Holidays, You Bastard | Hoppus          | 0:42          |               |               |               |               |               |               |
| A5.           | Story of a Lonely Guy       | DeLonge         | 3:39          |               |               |               |               |               |               |
| A6.           | The Rock Show               | Hoppus          | 2:51          |               |               |               |               |               |               |
| A7.           | Stay Together for the Kids  | DeLonge/Hoppus  | 3:59          |               |               |               |               |               |               |
| B1.           | Roller Coaster              | Hoppus          | 2:47          |               |               |               |               |               |               |
| B2.           | Reckless Abandon            | DeLonge         | 3:06          |               |               |               |               |               |               |
| B3.           | Everytime I Look for You    | Hoppus          | 3:05          |               |               |               |               |               |               |
| B4.           | Give Me One Good Reason     | DeLonge         | 3:18          |               |               |               |               |               |               |
| B5.           | Shut Up                     | Hoppus          | 3:20          |               |               |               |               |               |               |
| B6.           | Please Take Me Home         | DeLonge         | 3:06          |               |               |               |               |               |               |
| 36:00         |                             |                 |               |               |               |               |               |               |               |

| Format cassette | Format cassette             | Format cassette | Format cassette | Format cassette | Format cassette | Format cassette | Format cassette | Format cassette | Format cassette |
| No              | Titre                       | Chant principal | Durée           |                 |                 |                 |                 |                 |                 |
| --------------- | --------------------------- | --------------- | --------------- | --------------- | --------------- | --------------- | --------------- | --------------- | --------------- |
| A1.             | Anthem Part Two             | DeLonge         | 3:47            |                 |                 |                 |                 |                 |                 |
| A2.             | Online Songs                | Hoppus          | 2:25            |                 |                 |                 |                 |                 |                 |
| A3.             | First Date                  | DeLonge         | 2:51            |                 |                 |                 |                 |                 |                 |
| A4.             | Happy Holidays, You Bastard | Hoppus          | 0:42            |                 |                 |                 |                 |                 |                 |
| A5.             | Story of a Lonely Guy       | DeLonge         | 3:39            |                 |                 |                 |                 |                 |                 |
| A6.             | The Rock Show               | Hoppus          | 2:51            |                 |                 |                 |                 |                 |                 |
| A7.             | Stay Together for the Kids  | DeLonge/Hoppus  | 3:59            |                 |                 |                 |                 |                 |                 |
| B1.             | Roller Coaster              | Hoppus          | 2:47            |                 |                 |                 |                 |                 |                 |
| B2.             | Reckless Abandon            | DeLonge         | 3:06            |                 |                 |                 |                 |                 |                 |
| B3.             | Everytime I Look for You    | Hoppus          | 3:05            |                 |                 |                 |                 |                 |                 |
| B4.             | Give Me One Good Reason     | DeLonge         | 3:18            |                 |                 |                 |                 |                 |                 |
| B5.             | Shut Up                     | Hoppus          | 3:20            |                 |                 |                 |                 |                 |                 |
| B6.             | Please Take Me Home         | DeLonge         | 3:06            |                 |                 |                 |                 |                 |                 |
| 36:00           |                             |                 |                 |                 |                 |                 |                 |                 |                 |

| Format vinyle, réédition de 2013 | Format vinyle, réédition de 2013 | Format vinyle, réédition de 2013 | Format vinyle, réédition de 2013 | Format vinyle, réédition de 2013 | Format vinyle, réédition de 2013 | Format vinyle, réédition de 2013 | Format vinyle, réédition de 2013 | Format vinyle, réédition de 2013 | Format vinyle, réédition de 2013 |
| No                               | Titre                            | Chant principal                  | Durée                            |                                  |                                  |                                  |                                  |                                  |                                  |
| -------------------------------- | -------------------------------- | -------------------------------- | -------------------------------- | -------------------------------- | -------------------------------- | -------------------------------- | -------------------------------- | -------------------------------- | -------------------------------- |
| A1.                              | Anthem Part Two                  | DeLonge                          | 3:47                             |                                  |                                  |                                  |                                  |                                  |                                  |
| A2.                              | Online Songs                     | Hoppus                           | 2:25                             |                                  |                                  |                                  |                                  |                                  |                                  |
| A3.                              | First Date                       | DeLonge                          | 2:51                             |                                  |                                  |                                  |                                  |                                  |                                  |
| A4.                              | Happy Holidays, You Bastard      | Hoppus                           | 0:42                             |                                  |                                  |                                  |                                  |                                  |                                  |
| A5.                              | Story of a Lonely Guy            | DeLonge                          | 3:39                             |                                  |                                  |                                  |                                  |                                  |                                  |
| A6.                              | The Rock Show                    | Hoppus                           | 2:51                             |                                  |                                  |                                  |                                  |                                  |                                  |
| A7.                              | Stay Together for the Kids       | DeLonge/Hoppus                   | 3:59                             |                                  |                                  |                                  |                                  |                                  |                                  |
| B1.                              | Roller Coaster                   | Hoppus                           | 2:47                             |                                  |                                  |                                  |                                  |                                  |                                  |
| B2.                              | Reckless Abandon                 | DeLonge                          | 3:06                             |                                  |                                  |                                  |                                  |                                  |                                  |
| B3.                              | Everytime I Look for You         | Hoppus                           | 3:05                             |                                  |                                  |                                  |                                  |                                  |                                  |
| B4.                              | Give Me One Good Reason          | DeLonge                          | 3:18                             |                                  |                                  |                                  |                                  |                                  |                                  |
| B5.                              | Shut Up                          | Hoppus                           | 3:20                             |                                  |                                  |                                  |                                  |                                  |                                  |
| B6.                              | Please Take Me Home              | DeLonge                          | 3:06                             |                                  |                                  |                                  |                                  |                                  |                                  |
| C1.                              | Time to Break Up                 | DeLonge                          | 3:05                             |                                  |                                  |                                  |                                  |                                  |                                  |
| D1.                              | Mother's Day                     | Hoppus                           | 1:37                             |                                  |                                  |                                  |                                  |                                  |                                  |
| E1.                              | What Went Wrong                  | DeLonge                          | 3:13                             |                                  |                                  |                                  |                                  |                                  |                                  |
| F1.                              | Fuck a Dog                       | DeLonge/Hoppus                   | 1:27                             |                                  |                                  |                                  |                                  |                                  |                                  |
| G1.                              | Don't Tell Me It's Over          | DeLonge                          | 2:33                             |                                  |                                  |                                  |                                  |                                  |                                  |
| H1.                              | When You Fucked Grandpa          | Hoppus                           | 1:39                             |                                  |                                  |                                  |                                  |                                  |                                  |
| 36:00                            |                                  |                                  |                                  |                                  |                                  |                                  |                                  |                                  |                                  |

### Crédits
Les crédits suivants de Take Off Your Pants and Jacket sont tirés du livret de l'album.
- Blink-182
  - Tom DeLonge - guitare, chant
  - Mark Hoppus - basse, chant
  - Travis Barker - batterie
- Musicien additionnel
  - Robert Joseph Manning Jr. - claviers
- Production
  - Jerry Finn - producteur
  - Joe McGrath - ingénieur du son
  - Tom Lord-Alge (en) - mixage
  - Joe Marlett - assistant ingénieur du son
  - Ted Reiger - assistant ingénieur du son
  - Robert Read - assistant ingénieur du son
  - Femio Hernandez - assistant mixage
  - Mike « Sack » Fasano - technicien batterie
  - Brian Gardner (en) - matriçage
  - Gary Ashley - A&R
  - Tim Stedman - direction artistique et design
  - Marco Orozco - design
  - Justin Stephens - photographie
  - Intersection Studio - design symboles

## Filmographie
La chanson Everytime I Look for You fait l'ouverture du film American Pie 2.